# 約翰斯頓號驅逐艦 (DD-557)
約翰斯頓號驅逐艦（USS Johnston DD-557），是一艘二戰時期隸屬於美國海軍的弗萊徹級驅逐艦。她是第一艘以約翰·V·約翰斯頓中尉命名的美國海軍船艦。本艦以其在薩馬島海戰中的英勇戰鬥聞名。當時隸屬於後方支援任務的第77.4護航航空母艦特遣分隊（TG 77.4）所轄第77.4.3特遣支隊（TU 77.4.3），通稱「塔菲3」（Taffy 3），數艘火力有限的驅逐艦──火力最強的武裝僅為5英寸（127）艦砲和21英寸（533）魚雷，向栗田健男的主力艦隊（包括大和號在內四艘戰艦、八艘巡洋艦和11艘驅逐艦）發起了無畏的衝鋒，該支隊以犧牲了兩艘驅逐艦、一艘護衛驅逐艦的代價，換取己方只有甘比灣號護航航空母艦犧牲的最小損失，阻止了日軍攻擊雷伊泰島美軍登陸部隊的企圖，並使得日軍最後敗北，退回東南亞的基地。該艦殘骸是截至2021年為止發現深度最深的沉船殘骸。

## 建造和服役

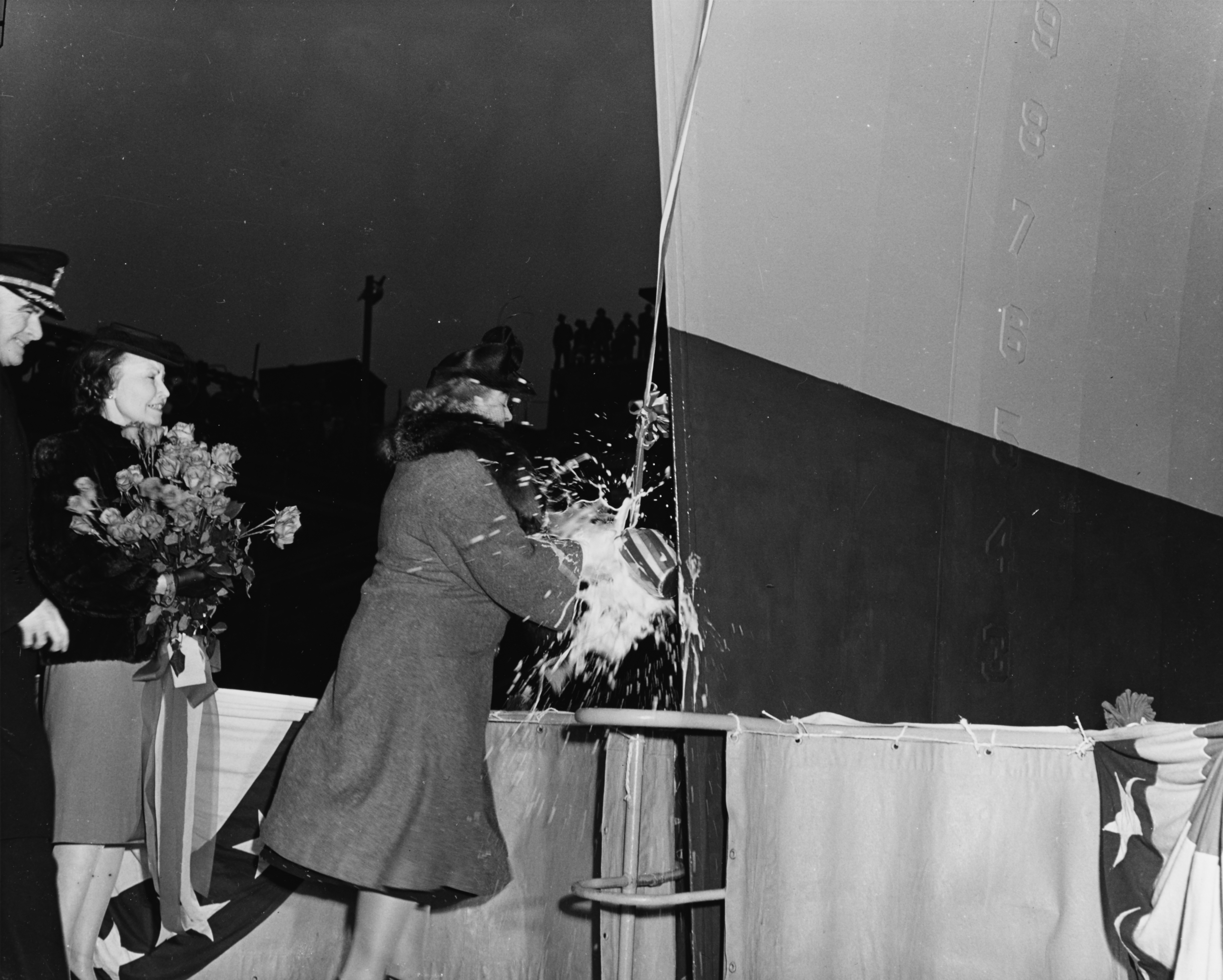
擲瓶儀式

約翰斯頓號係1942年5月6日在華盛頓州西雅圖的西雅圖-塔科馬造船公司開始建造。1943年3月25日下水，由約翰·V·約翰斯頓的曾姪女瑪莉·S·克林格太太（Mrs. Marie S. Klinger）擲瓶，1943年10月27日服役。由海軍少校恩尼斯特·E·伊凡斯指揮。

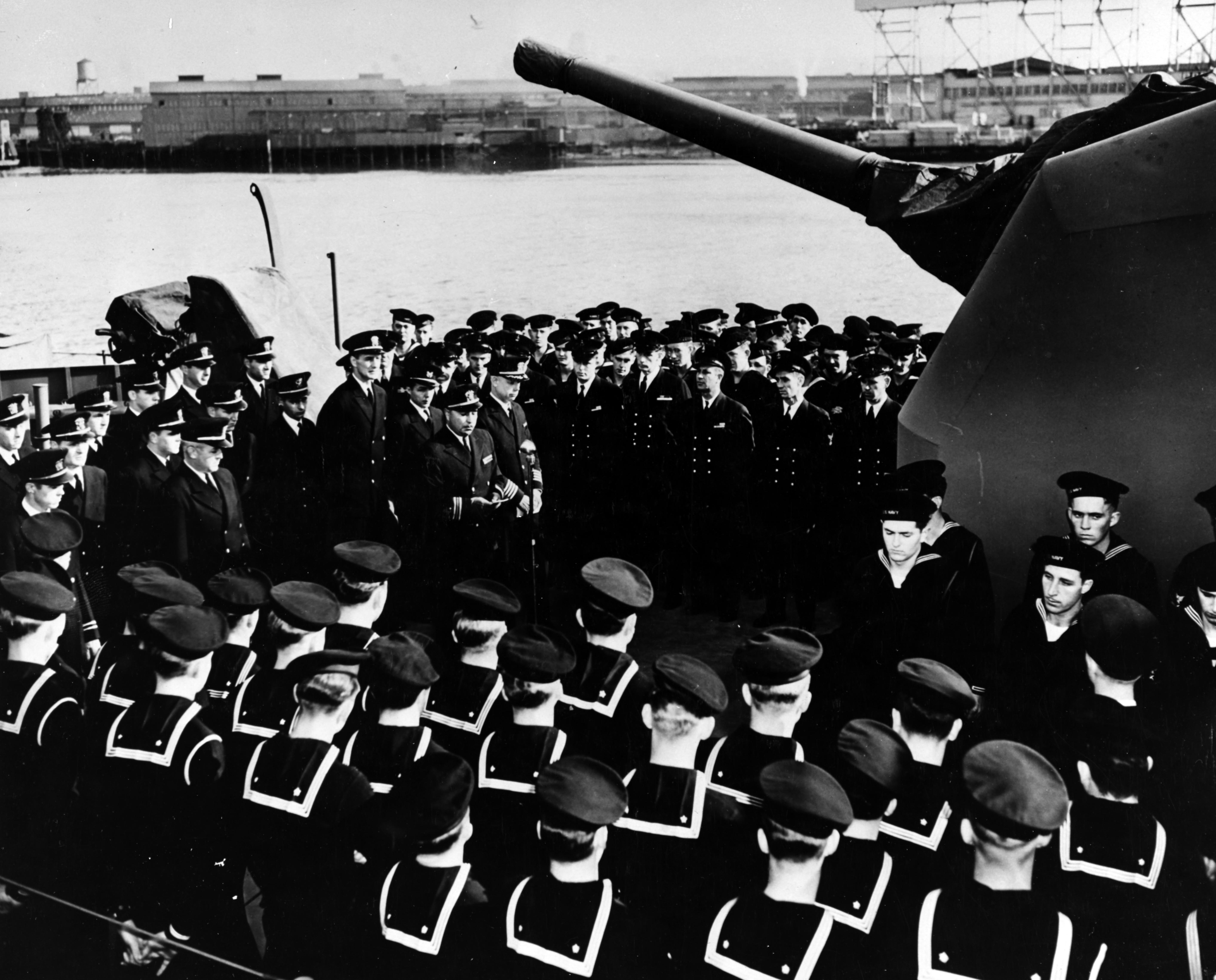
服役典禮

約翰斯頓號服役那天，伊凡斯艦長在對艦員的演講中引用了約翰·保羅·瓊斯的名言: 「這將是一條戰鬥之艦，她將殺出一條血路。害怕的人，最好趁早離開。」

## 二戰中的服役經歷
馬紹爾群島戰役中，約翰斯頓號在1944年2月1日砲擊了瓜加林環礁的海灘，並在2月17-22日對埃內韋塔克環礁進行了5天的轟擊，對登島部隊進行火力支援，摧毀了一些碉堡並佔領了防波堤。

### 擊沉伊-176
在前往索羅門群島執行巡邏任務途中，約翰斯頓號砲擊了加羅林群島的卡平阿馬朗伊環礁。轟擊一座哨戒塔、幾處小屋、掩體和獨木舟。兩天後，她到達布干維爾島奧古斯塔皇后灣東南方的馬里里卡河（Maririca River）河口。在對此地進行轟擊後，約翰斯頓號在布干維爾島附近執行反潛巡邏任務。5月16日，約翰斯頓號執勤時用深水炸彈擊沉了日軍I-176號潛艇。

### 關島之戰
在索羅門巡航三個月之後，約翰斯頓號前往馬紹爾群島準備關島戰役。7月21日，她與經歷過珍珠港事件的賓夕法尼亞號一同砲擊關島。約翰斯頓號在7月29日發射了超過4,000枚砲彈，她精準的砲火摧毀了數個日軍的4吋（100mm）火砲陣地、許多碉堡和建築物。約翰斯頓號隨後在貝里琉戰役中參與了保護護航航空母艦的任務。

### 收復菲律賓
麥克阿瑟將軍期待已久的菲律賓反攻終於到來。在阿德默勒尔蒂群岛的席亞德勒港補給後，她參與了10月12日保護在雷伊泰灣執行空優任務之護航航艦的任務，襲擊了當地日軍機場，為登陸部隊提供直接火力支援，甚至在10月20日砲擊摧毀了一個日軍補給車隊。約翰斯頓號隸屬於克利夫頓·斯普拉格准將（旗艦范蕭灣號護航航艦）的護航航艦第77.4.3特遣支隊（TU 77.4.3），通稱「塔菲3」（Taffy 3）。此特遣支隊共有6艘卡薩布蘭卡級護航航空母艦、（包括約翰斯頓號在內的）3艘驅逐艦和4艘護衛驅逐艦。「塔菲3」 是湯瑪斯·L·史普勒格准將的第77.4護航航空母艦特遣分隊（TG 77.4）轄下三支特遣支隊之一，這三個特遣支隊的無線電呼號分別是「塔菲1」、「塔菲2」和「塔菲3」。

### 「塔菲3」的遭遇戰
1944年10月23日清晨，美國潛艦發現並攻擊了來自南中國海準備襲擊雷伊泰灣美軍登陸部隊的日本艦隊，日軍重巡洋艦愛宕號和摩耶號被擊沉，高雄號重傷退出戰鬥。南路的西村艦隊由戰艦扶桑、山城以及重巡洋艦最上和4艘驱逐舰組成，並在10月24日深夜到25日凌晨蘇里高海峽的夜戰中被擊潰，栗田健男海軍中將率領的中路主力艦隊在10月24日的锡布延海遭到美軍航空母艦艦載機隊的圍攻，損失了武藏號戰艦、妙高號重巡洋艦重傷後撤。栗田因此命令艦隊往西方航行，讓美軍誤以為栗田艦隊因為受損過重撤退了，但不久後栗田再次下令艦隊回頭向東航行。之後海爾賽下令主力航艦與戰艦向北追擊小澤治三郎在恩加尼奥角的誘餌艦隊，讓栗田艦隊得以在10月25日破曉毫無阻礙地通過聖貝納迪諾海峽進入菲律賓海。

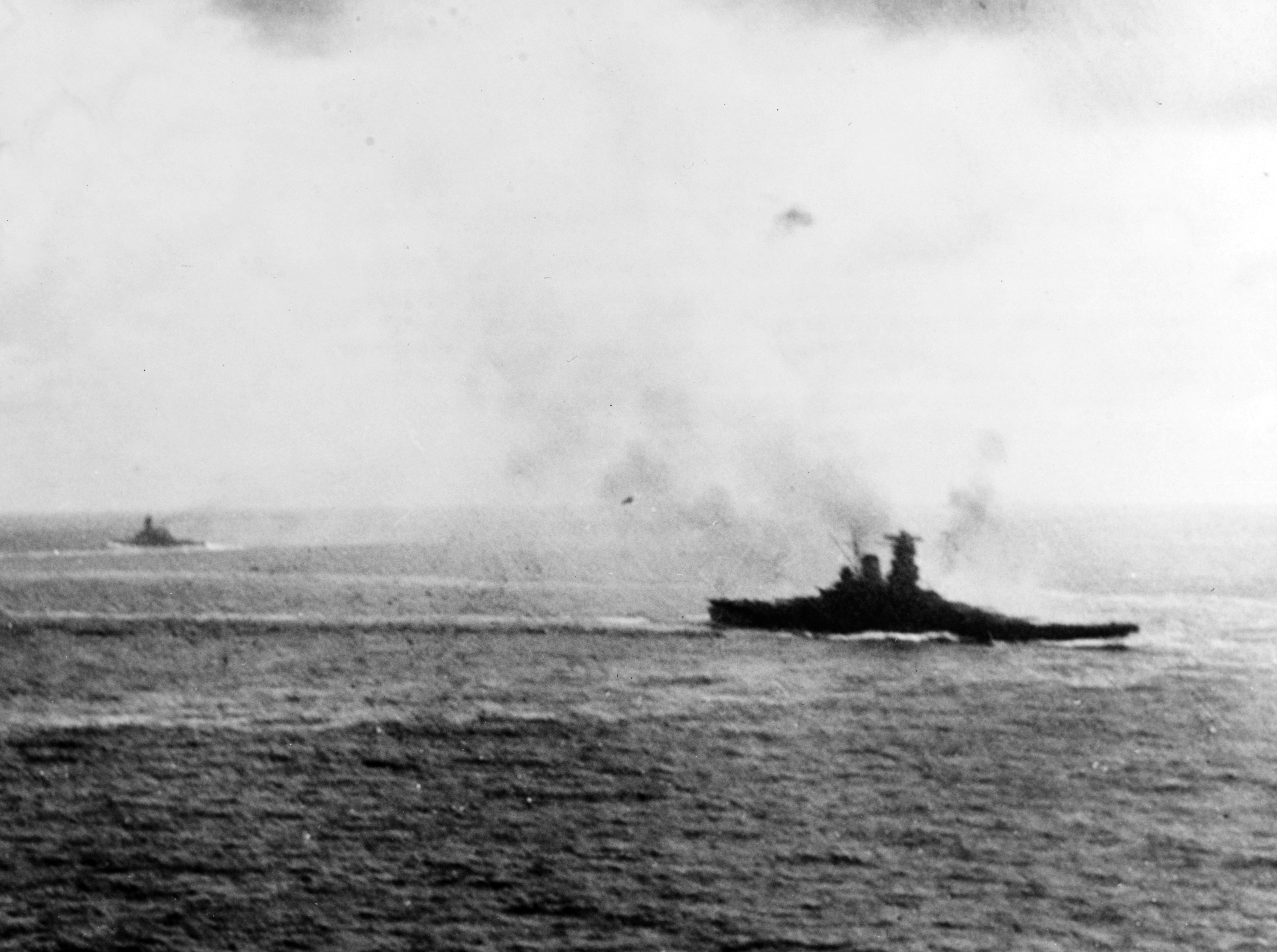
於薩馬島海戰中被美軍軍機發現的大和號戰艦，後方為一艘金剛型戰艦。

栗田艦隊沿著薩馬島海岸南下前往雷伊泰灣，希望摧毀那裡的美軍兩棲登陸部隊。此時約翰斯頓號和她所屬的「塔菲3」分遣艦隊正在薩馬島以東負責警戒、支援登陸部隊的任務。當日破曉後，一架美軍警戒飛機的飛行員發現了接近中的栗田中路艦隊。約翰斯頓號的「塔菲3」分遣艦隊面對的是由四艘戰艦（包括大和號戰艦在內）、八艘巡洋艦（兩艘輕巡洋艦和六艘重巡洋艦）及十一艘驅逐艦組成的龐大主力艦隊。約翰斯頓號的槍砲官羅伯特．C．哈根（Robert C. Hagen）中尉事後回憶稱：“我們就像沒帶機弦的大衛面對巨人歌利亞一樣”。不到一分鐘內，約翰斯頓號在日軍艦隊和美軍護航航空母艦之間蛇行，並施放了2,500碼（2,300）寬的煙霧，使日軍砲手看不清美軍護航航空母艦的確實位置。“我們才剛開始施放煙幕，日軍就開始對我們猛烈砲擊。約翰斯頓號在砲彈爆炸的水花中曲折前進……我們是第一艘施放煙幕、第一艘開火、第一艘發起魚雷攻擊……的驅逐艦”
最開始20分鐘，由於約翰斯頓號的5英寸（127）艦砲射程遠遜於日本戰艦和巡洋艦的火砲而無法還擊。伊凡斯艦長不待上級命令，便下令約翰斯頓號脱離編隊，直接向日艦發起衝鋒進攻。約翰斯頓號所面對的是日軍第一列的七艘驅逐艦、第二列的一艘輕巡和三艘重巡，以及緊隨其後的四艘戰艦。此外，東邊還有日軍的巡洋艦和驅逐艦。

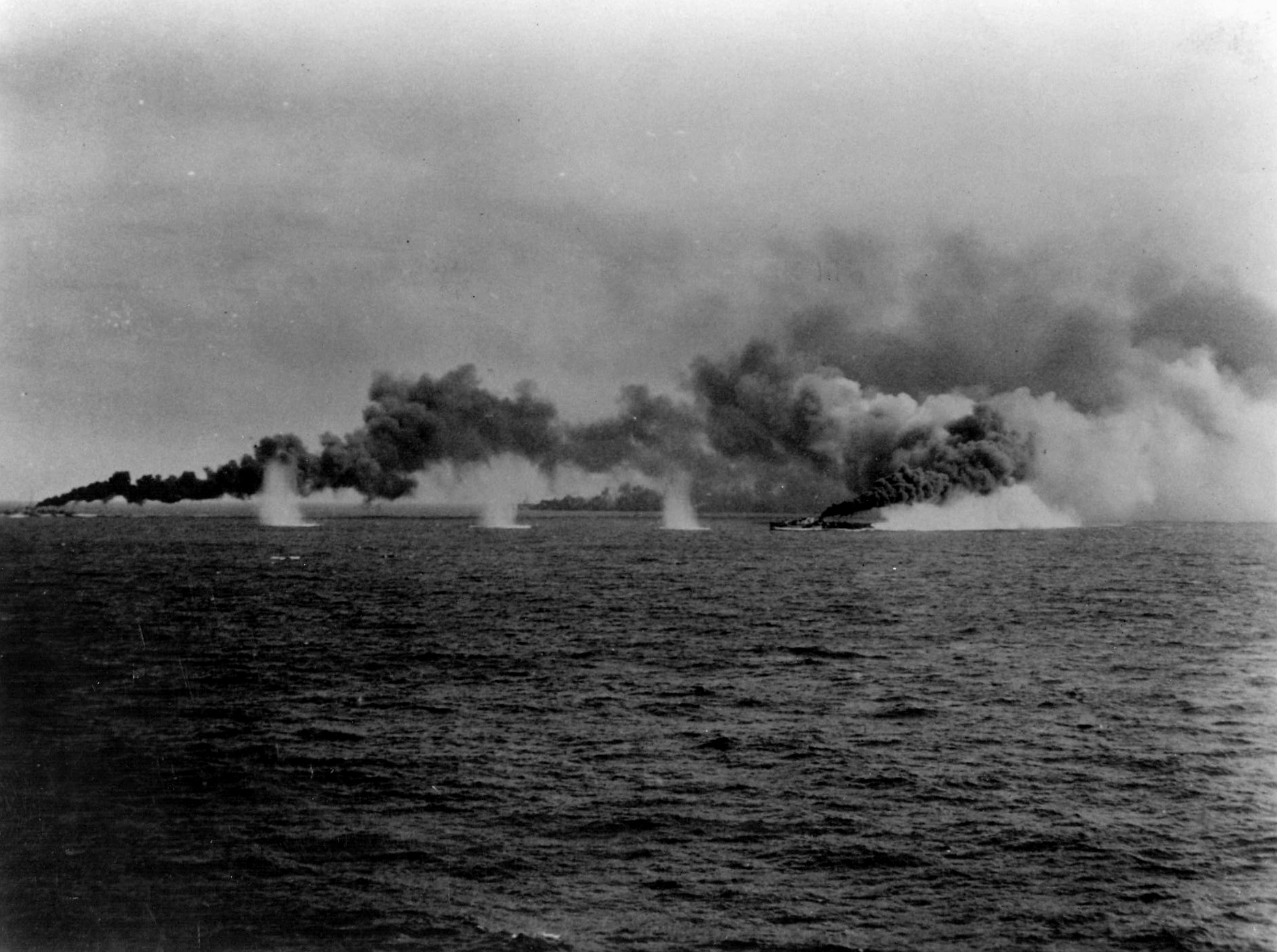
「塔菲3」分遣艦隊的驅逐艦冒著砲火施放煙幕掩護編隊中的護航航空母艦

約翰斯頓號在距離最近的日艦熊野號重巡洋艦進入其5吋艦砲10英里的射程後，開始開火並命中了幾發，將其擊傷。在進入魚雷射程的五分鐘衝刺中，約翰斯頓號的5吋艦砲發射了超過200枚砲彈。接著，約翰斯頓號在魚雷官傑克·K·貝奇戴爾上尉（Lieutenant Jack K. Bechdel）的命令下對日艦發動魚雷攻擊。約翰斯頓號發射了十枚魚雷，接著施放煙幕後撤。當從煙霧中出來時，約翰斯頓號的艦員看到了熊野號重巡被魚雷擊中的滾滾火球，熊野號的艦艏遭徹底炸斷，被迫撤退。幾乎同時，約翰斯頓號被金剛號高速戰艦的14英寸（356）砲命中三發，緊接著艦橋被三枚6英寸（152）砲彈擊中──可能是日軍輕巡或大和號的副砲。接連中彈使約翰斯頓號失去操舵能力，後部的三門5吋砲也失去戰力，陀螺羅盤亦損壞。約翰斯頓號躲進一片雨雲以進行修復和損管作業。艦長伊凡斯左手失去兩個手指，在艦橋被毀後轉移到後部的駕駛室繼續指揮作戰。
上午07:50，克利夫頓·斯普拉格將軍命令「塔菲3」的驅逐艦群進行魚雷攻擊。約翰斯頓號魚雷已經用盡，並且由於引擎受損無法保持戰鬥位置，因此負責為其他進行攻擊的友軍驅逐艦提供火力支援。當她從煙幕中出來時，差點撞上了USS Heermann (DD-532)號驅逐艦。08:20，約翰斯頓號發現煙幕中浮現出金剛級戰艦的艦影──距離只有7,000碼（6,400），約翰斯頓號立即開火，幾發砲彈擊中了該艘日軍戰艦的上層建築，該艘金剛級戰艦的還擊則未擊中約翰斯頓號。
此時，約翰斯頓號發現日軍巡洋艦正集中火力攻擊甘比爾灣號護航航空母艦，便對其射擊數發命中彈以吸引其注意力，之後再對接近的日軍驅逐艦射擊，日軍以火砲和魚雷還擊但未命中。
約翰斯頓號好運至此用盡，日軍艦隊開始集中向她開火。而在這時，受損的一側輪機也停止了運轉，約翰斯頓號失去動力漂浮在水面上。戰鬥中的某個時刻，日本金剛號戰艦的兩枚主砲砲彈擊中了約翰斯頓號，其中一枚擊中了她薄弱的側面裝甲，並在引擎室炸開一個大洞，導致她速度減半。日艦隨後圍攏上來對已受重傷的約翰斯頓號輪番開火。

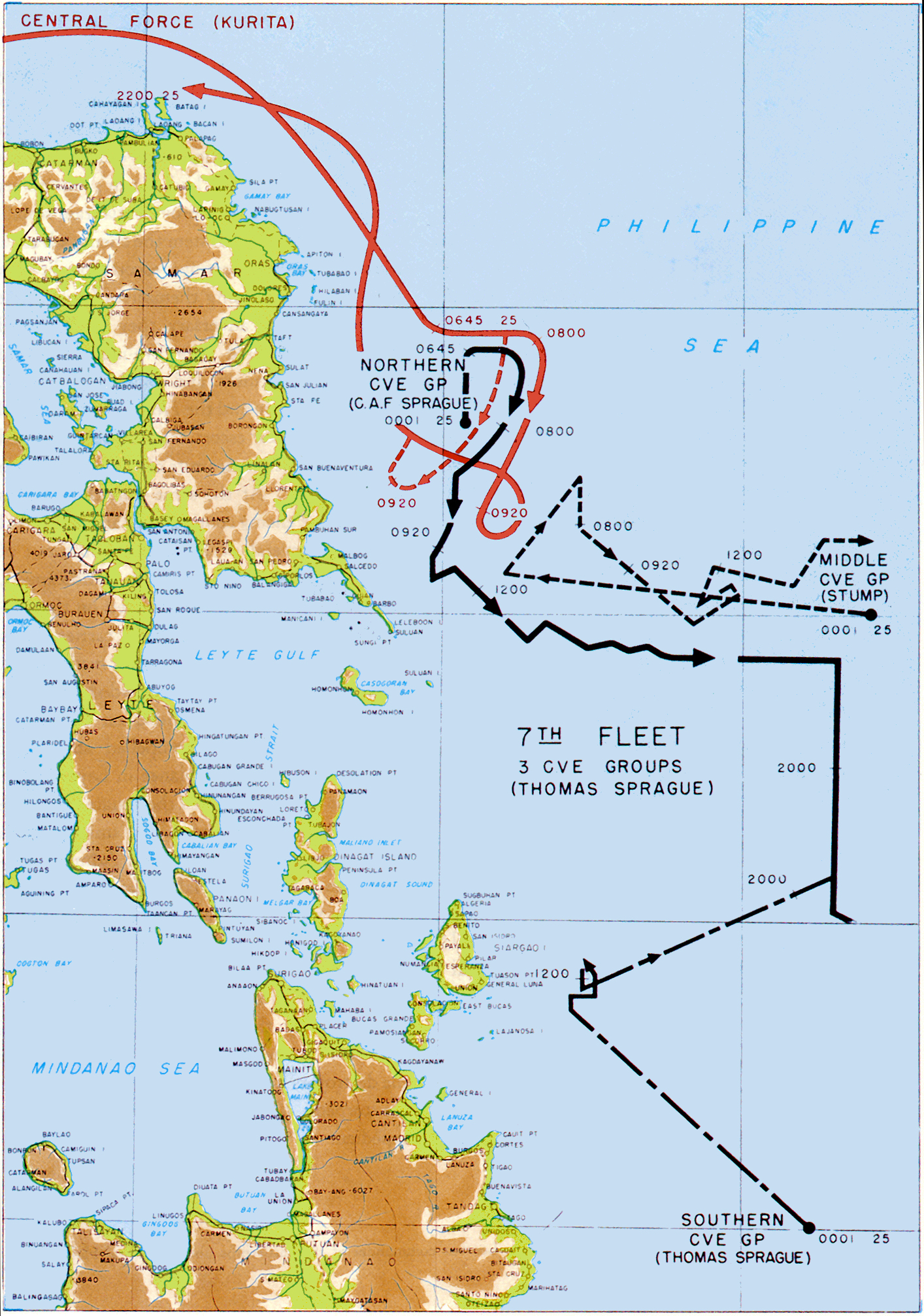
薩馬島之役中，美軍損失三艘驅逐艦和兩艘護航航空母艦，但栗田損失三艘巡洋艦，三艘戰艦也受重創。

一枚命中約翰斯頓號的砲彈摧毀了她的一門前主砲並損傷了另一門，而砲火擊中40mm彈藥庫引發的爆炸也使她的艦橋失火。移到後部的伊凡斯艦長通過一個開口向手動操舵的艦員大喊下令，而一門主砲的射手則不斷大聲叫喊道：“給我更多砲彈！”死戰至此，這艘驅逐艦仍然在竭盡全力與日本艦隊奮戰，以保護剩下的五艘護航航空母艦。“我們知道現在任何人都救不了我們了，但對航空母艦的掩護必須繼續，對日本人進攻的每一分鐘遲滯都是值得的…… ” 
09:30，約翰斯頓號在海上漂浮著，日軍艦隻像印地安人圍獵般在其四周開火；她剩下的一部引擎和鍋爐也停止運作了，驅逐艦失去了全部動力。即使是不屈不撓的伊凡斯艦長也知道約翰斯頓號氣數已盡。09:45，伊凡斯艦長下令棄艦。10:10，約翰斯頓號側翻，開始下沉，一艘日本驅逐艦逼近到1,000碼向她最後一次開火確保其沉沒。約翰斯頓號的勇敢戰鬥甚至贏得了敵人的尊敬，一位倖存者看到日本艦長（雪風號驅逐艦的艦長──寺內正道）向緩緩下沉中的約翰斯頓號行軍禮；這也是約翰斯頓號服役生涯中的最後一幕。
另一艘護航驅逐艦塞繆爾·B·羅伯茨號的艦員看到了在船後部指揮的伊凡斯艦長。他向他們揮手，而他們甚至沒有意識到那是伊凡斯僅剩的一隻還完好的手。
約翰斯頓號的327名乘員中，只有141人獲救。伊凡斯艦長以下186人殉職。其中，約50人在交戰中陣亡，45人因傷勢過重而在救生筏上死亡，艦長在內的92人在棄艦後失蹤。

### 結局
美軍驅逐艦霍爾號和護航驅逐艦塞繆爾·B·羅伯茨號同樣在保護雷伊泰灣登陸部隊和護航航空母艦的死戰中沉沒。除了「塔菲3」自身的艦載機隊，「塔菲1」和「塔菲2」可用的一切飛機都來支援「塔菲3」的奮戰，約翰斯頓號和她小小的分遣艦隊僚艦已在薩馬島海戰中用自身的犧牲阻止了栗田中將強大艦隊的進攻。日軍重巡洋艦鈴谷號與筑摩號被擊沉，鳥海號受重創後由友軍魚雷擊沉。12點36分，栗田下令艦隊向北轉向，攻擊新發現的艦隊（但該地點並沒有任何美軍船艦），史普勒格准將驚奇地目睹栗田艦隊的撤退。約翰斯頓號與第77.4.3特遣支隊（「塔菲3」）的英勇戰鬥，可能使得日軍誤以為遇到了海爾賽的主力艦隊（小澤誘敵成功的電報，栗田其實並未收到），錯失了消滅美國護航航空母艦和登陸部隊的機會。

## 嘉獎
由於在薩馬島海戰中所表現的出色勇氣，讓「塔菲3」所有船艦之後被授予總統單位嘉獎。恩尼斯特·E·伊凡斯艦長被追授榮譽勳章。除了總統單位嘉獎之外，約翰斯頓號在二戰服役期間共獲得6枚戰鬥之星。

## 紀念
美軍將一艘基靈級驅逐艦命名為約翰斯頓號，於1945年10月10日服役。1981年轉交中華民國海軍，成為陽字號驅逐艦之一的「正陽號」。2003年退役，2006年作為靶船被擊沉於臺灣花蓮外海。
一艘迪雷級護衛驅逐艦則以艦長之名命名為伊凡斯號，於1957年服役，1968年退役。

## 殘骸
2021年3月31日，Caladan Oceanic宣布其深海潛水艇限制因素號拍攝到該艦主殘骸。殘骸位於21,180英尺（6,456）的深度，直立並保存完好，可見舷號557，證實了該沉船為約翰斯頓號。這是有史以來最深的沉船殘骸。美國海軍證實了殘骸身份。
2022年6月22日，由美国探险家维克·维斯科沃（Victor Vescovo）所率领的深海探险船在菲律宾海6,895米深的海床上发现了同属于第七舰队的塞缪尔·B·罗伯茨号的残骸，打破了此船先前6,469公尺深的纪录。

## 後人創作
- 在2023年3月的更新中，1942年動工時的約翰斯頓號作為IX級金幣船在WOWS中登場[5]；及後在2025年8的更新中，設定在1943年遭遇戰損的約翰斯頓號以“GQ Johnny”之名同樣作為IX級金幣船在同遊戲中登場（儘管萊特灣海戰實為1944年發生），奇怪地艦體嚴重受損可耐久值與原型艦相同，而且各武器系統等仍可使用[6]。

## 書目
- Hornfischer, James D. (2004) The Last Stand of the Tin Can Sailors (1st Edition). Bantam Books ISBN 978-0-553-80257-3.

## 外部連結
- WW2DB: Johnston （页面存档备份，存于）
- NavSource.org - DD-557
- Dead in the Water by Evan Thomas
- The Last Stand of the Tin Can Sailors[永久] by James D. Hornfischer[永久] (Bantam, 2004), History Channel program
- Dogfights[永久] History Channel[永久], "Death of the Japanese Navy"